# Nicolas Schimel
 (décembre 2022).
La mise en forme du texte ne suit pas les recommandations de Wikipédia : il faut le « wikifier ».
Les points d'amélioration suivants sont les cas les plus fréquents. Le détail des points à revoir est peut-être précisé sur la page de discussion.
- Les titres sont pré-formatés par le logiciel. Ils ne sont ni en capitales, ni en gras.
- Le texte ne doit pas être écrit en capitales (les noms de famille non plus), ni en gras, ni en italique, ni en « petit »…
- Le gras n'est utilisé que pour surligner le titre de l'article dans l'introduction, une seule fois.
- L'italique est rarement utilisé : mots en langue étrangère, titres d'œuvres, noms de bateaux, etc.
- Les citations ne sont pas en italique mais en corps de texte normal. Elles sont entourées par des guillemets français : « et ».
- Les listes à puces sont à éviter, des paragraphes rédigés étant largement préférés. Les tableaux sont à réserver à la présentation de données structurées (résultats, etc.).
- Les appels de note de bas de page (petits chiffres en exposant, introduits par l'outil «  Source ») sont à placer entre la fin de phrase et le point final[comme ça].
- Les liens internes (vers d'autres articles de Wikipédia) sont à choisir avec parcimonie. Créez des liens vers des articles approfondissant le sujet. Les termes génériques sans rapport avec le sujet sont à éviter, ainsi que les répétitions de liens vers un même terme.
- Les liens externes sont à placer uniquement dans une section « Liens externes », à la fin de l'article. Ces liens sont à choisir avec parcimonie suivant les règles définies. Si un lien sert de source à l'article, son insertion dans le texte est à faire par les notes de bas de page.
- La présentation des références doit suivre les conventions bibliographiques. Il est recommandé d'utiliser les modèles {{Ouvrage}}, {{Chapitre}}, {{Article}}, {{Lien web}} et/ou {{Bibliographie}}. Le mode d'édition visuel peut mettre en forme automatiquement les références.
- Insérer une infobox (cadre d'informations à droite) n'est pas obligatoire pour parachever la mise en page.

Pour une aide détaillée, merci de consulter Aide:Wikification.
Si vous pensez que ces points ont été résolus, vous pouvez retirer ce bandeau et améliorer la mise en forme d'un autre article.
 (mai 2023).
Nicolas Manuel Albert Schimel, né le 30 janvier 1965 à Paris, est un dirigeant français dans le secteur financier. Il est cofondateur et président de la société Filib' et directeur général du Groupe Premium, spécialisé en gestion de patrimoine,,.

## Biographie

### Études
Il intègre en 1984 l'École polytechnique, après avoir été élève de l'École alsacienne, puis du lycée Henri-IV et du lycée Louis-le-Grand. En 1989, il est lauréat de l’IEP Paris section économique et financière et diplômé de l'ENSAE ParisTech dans la même année, et également actuaire IAF. En 1998 il est diplômé de la Stanford Graduate School of Business. En 2008, il est diplômé d'un master 2 en gestion de patrimoine à l'université de Clermont-Ferrand.

### Famille
Nicolas Schimel est le fils d'Albert Schimel, directeur de la photographie, et de Monique Chapelle, producteur-réalisateur et écrivain. Il est marié à Sabine Schimel (née Phelouzat), élève de sa promotion de l'École polytechnique, et père de deux enfants.

### Carrière professionnelle
Nicolas Schimel a exercé de nombreuses fonctions de dirigeant dans le milieu de la finance en France.
En 1989 il rejoint les AGF (aujourd'hui Allianz France). De 1989 à 1990 il est chargé de mission auprès du directeur administratif. En 1993 il devient responsable des études, puis de 1995 à 1998 il occupe le poste de directeur commercial adjoint.
En 1998 il est nommé directeur commercial des réseaux salariés d'AGF Vie.
En 2004, il devient directeur général adjoint de Generali Assurances chargé des réseaux d’agents et de courtiers et entre au sein du comité exécutif du groupe en France,.
En 2008 il est nommé directeur général de l’Union financière de France, société du groupe Aviva France (aujourd’hui Abeille Assurance). Le 1er octobre 2009, Nicolas Schimel est nommé président-directeur général de l’Union financière de France.
En novembre 2010, il est nommé directeur général d'Aviva France pour un intérim qu'il assurera jusqu'en juillet 2011.
Il est nommé directeur général d'Aviva France le 27 décembre 2012, tout en continuant à assurer ses fonctions à la tête de l'Union financière de France. Le 1er janvier 2015 les fonctions de président et de directeur général sont dissociées : la direction générale de l’Union financière de France est confiée à Paul Younes, Nicolas Schimel conservant la présidence du conseil d'administration.
Nicolas Schimel quitte le groupe Aviva et l'Union Financière de France en novembre 2016 et rejoint le mouvement politique En marche ! et l'équipe de campagne d'Emmanuel Macron en vue de l'élection présidentielle française de 2017.
En 2018, il crée avec Sébastien Foret la société Filib’, société spécialisée dans l'épargne et retraite d'entreprise,,.
De 2018 à 2023, il est membre du conseil d'administration du groupe AG2R La Mondiale. 
Il devient directeur général du Groupe Premium en décembre 2023, après avoir fait partie du comité stratégique depuis 2021.

## Autres activités
De 2000 et 2003 il est président pour la France du LIMRA.